# Nagy Cili (színművész)
Nagy Cili (Veszprém, 1978. október 24. –) magyar színésznő.

## Élete
Pécselyen nőtt fel, ahol általános iskolai tanulmányait is végezte. Édesanyja az iskola matematika-fizika szakos tanára volt. 1993-1997 között a zirci III. Béla Gimnázium tanulója. 1997-2000 között a zalaegerszegi Nádasdy Kálmán Színészképző Stúdió növendéke, kisebb szerepeket kapott a Hevesi Sándor Színházban is. 2002-2006 között a Színház- és Filmművészeti Egyetem hallgatója volt, Lukáts Andor és Jordán Tamás osztályában.
Egyetemi gyakorlatát a Budapesti Kamaraszínházban töltötte, majd 2006-2008 között a Nemzeti Színház tagja volt. Később játszott a Budaörsi Játékszínben. 2010-től a szombathelyi Weöres Sándor Színház tagja, 2021-től a művészeti tanács tagja. A színészet mellett rendezéssel is foglalkozik.

## Díjai, elismerései
- Holdbeli csónakos-díj (2014)
- Opel Különdíj (2014)

## Színházi szerepei

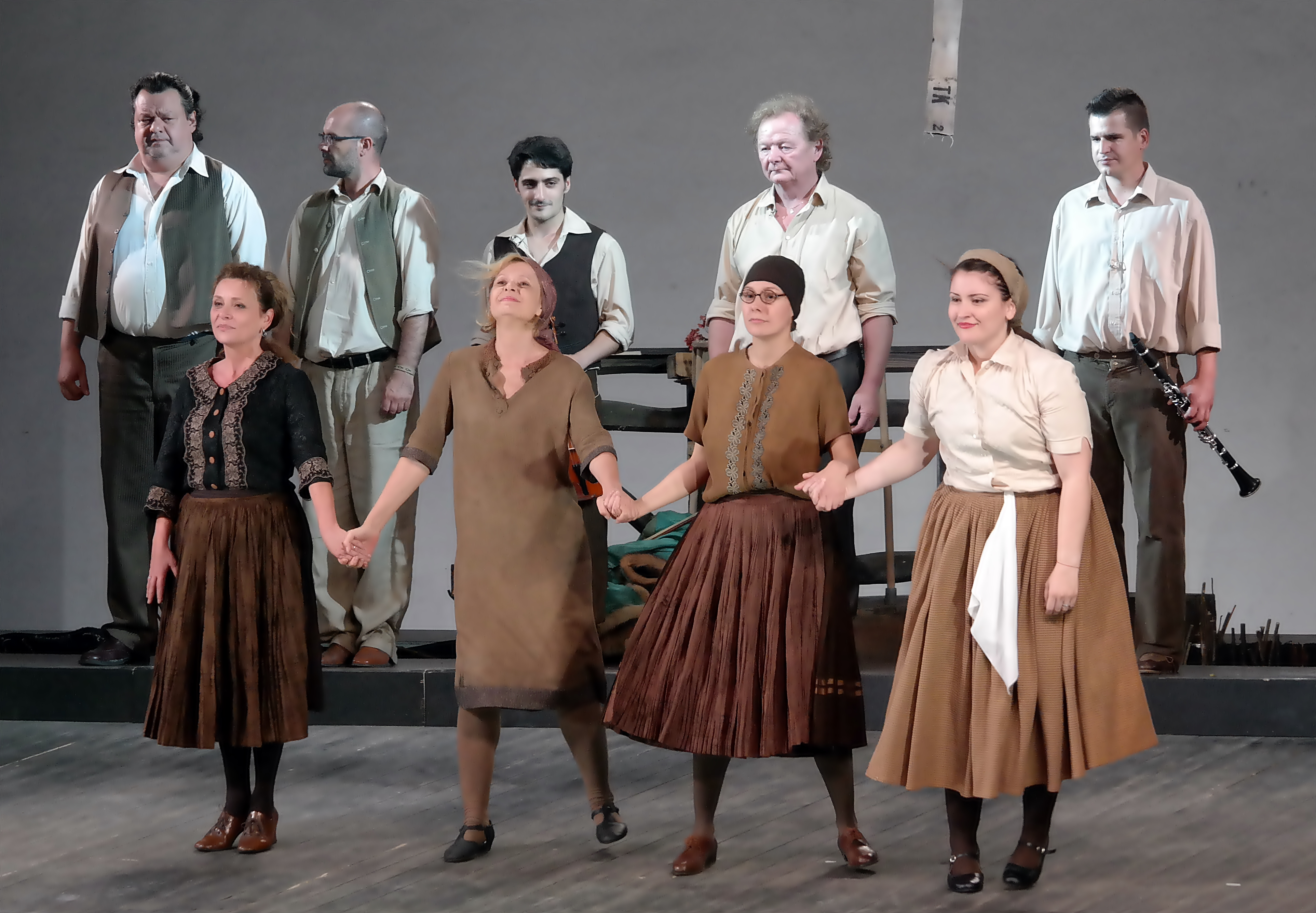
A falu rossza tapsrendjében (balról a harmadik)

- Jean Anouilh: Eurüdiké (Eurüdiké), rendező: Bagó Bertalan
- William Shakespeare: Romeo és Júlia (Júlia), rendező: Ruszt József
- Oscar Wilde: Bunbury (Gwendolen Fairfax), rendező: Merő Béla
- Arthur Miller: A salemi boszorkányok (Mary Warren), rendező: Bagó Bertalan
- Vörösmarty Mihály: Csongor és Tünde (Ledér), rendező: Ruszt József
- Bereményi Géza: Shakespeare királynője (Nan), rendező: Bagó Bertalan
- Molière: Fösvény (Mariane), rendező: Bagó Bertalan
- Georg Büchner: Woyzeck (Marie), rendező: Tompa Gábor Kornél
- Euripidész: Alkésztisz (Alkésztisz), rendezőtanár: Lukáts Andor
- Euripidész: Andromakhé (Karvezető), rendezőtanár: Lukáts Andor
- Kapecz Zsuzsa - Gothár Péter: Diótörő (Macskanő, Pösze egér), rendezőtanár: Jordán Tamás
- Shakespeare: Hamlet (Gertrud), rendezőtanár: Lukáts Andor
- Halász Péter: Önbizalom (Feleség), rendező: Halász Péter
- Hamvai Kornél: Lüzisztraté (Kaloniké), rendezőtanár: Jordán Tamás
- Claudio Monteverdi: Poppea megkoronázása (Ottavia), rendező: Fischer Iván, Lukáts Andor
- Forgách András: Erik (Lili), rendező: Benedek Miklós
- Eisemann Mihály: Hyppolit, a lakáj (Julcsa), rendező: Verebes István
- Szomory Dezső: Hermelin (Julis), rendező: Balikó Tamás
- Hamvai Kornél: Vesztegzár a Grand Hotelben (Léni Jörins), rendező: Béres Attila
- Szophoklész: Oidipusz, Oidipusz Kolonoszban, (kar, Iszméné, Antigoné), rendező: Sopsits Árpád
- Jean Racine: Andromaché (Kephisis), rendező: Valló Péter
- Gerhart Hauptmann: A bunda (Adelheid), rendező: Verebes István
- Vörösmarty Mihály: Csongor és Tünde (Duzzog), rendező: Valló Péter
- Spiró György: Szilveszter (Pasité), rendező: Keszég László
- Szalay Kriszta: Gramp (Andrea), rendező: Gáspár András
- Molière: Dandin, avagy a megcsúfolt férj (Angélique), rendező: Kolos István
- Woody Allen: Semmi pánik (Susan Hollander), rendező: Puskás Tamás
- Szomory Dezső: Takáts Alice (Takáts Alice), rendező: Benedek Miklós
- Georges Feydeau - M. Desvalliéres: A tartalék tartalékos (Angéla), rendező: Jordán Tamás
- Frances Hodgson Burnett: A kis lord (Mrs. Pardiggle), rendező: Jeles András
- Kander-Ebb-Fosse: Chicago (Roxie Hart), rendező: Béres Attila
- Fjodor Mihajlovics Dosztojevszkij műve alapján írta Jeles András: A félkegyelmű (Alexandra), rendező: Jeles András
- Heltai Jenő: Naftalin (Terka);rendező: Mohácsi János
- Molnár Ferenc: Az üvegcipő (Adél);rendező: Valló Péter
- Urs Widmer: Top Dogs (Rita Jenkins), rendező: Béres Attila
- William Shakespeare műve alapján, Arany János és Nádasdy Ádám fordításának felhasználásával írta Mohácsi István és Mohácsi János: Szentivánéji álom (Hippolyta), rendező: Mohácsi János
- Móricz Zsigmond: Rokonok (Lina), rendező: Jordán Tamás
- Molnár Ferenc: Játék a kastélyban (Annie), rendező: Jordán Tamás
- Georges Feydeau: Kézről kézre (Francine, a feleség), rendező: Hamvai Kornél
- Ovidius: Átváltozások (Karneválszínház) rendező: Andrew Hefler
- Peter Shaffer: Black Comedy (Clea), rendező: Mohácsi János
- Weöres Sándor: Szent György és a Sárkány (Uttaganga királykisasszony), rendező: Valló Péter
- Füst Milán: Máli néni (Tilda), rendező: Koltai Róbert
- László Miklós: Illatszertár (Balázs kisasszony), rendező: Béres Attila
- Dés László - Geszti Péter - Békés Pál: A dzsungel könyve (Csil), rendező: Horgas Ádám
- Eisemann Mihály - Szilágyi László: Én és a kisöcsém (Vadász Frici), rendező: Koltai Róbert
- Georges Feydeau: A hülyéje (Lucienne), rendező: Réthly Attila
- Neil Simon - Cy Coleman - Dorothy Fields: Sweet Charity (Charity Masina Valentine), rendező: Béres Attila
- Anton Pavlovics Csehov Hamvai Kornél fordításában: Ványa bá (Jelena), rendező: Réthly Attila
- Eduardo De Filippo: Nem fizetek! (Concetta), rendező: Réthly Attila
- Tóth Ede: A falu rossza (Sulyokné (módos asszony)), rendező: Mohácsi János
- Tadeusz Slobodzianek: A mi osztályunk (Zocha), rendező: Lukáts Andor
- Jordi Galcerán: A Grönholm-módszer (Mercé), rendező: Nagy Cili
- Shakespeare – Nádasdy Ádám fordításában: Vízkereszt vagy bánom is én (Mária, nemes hajadon, Olivia társalkodónője), rendező: Réthly Attila
- Anton Pavlovics Csehov: Ivanov (Babakina), rendező: Lukáts Andor
- Molière műve alapján írta Parti Nagy Lajos: Tartuffe (Elmira, Orgon felesége), rendező: Béres Attila
- Victor Hugo: A király mulat (Madame de Cossé), rendező: Valló Péter
- László Miklós: Illatszertár (Balázs kisasszony), rendező: Béres Attila
- Petr Zelenka: Hétköznapi őrületek (Sylvia), rendező: Réthly Attila
- Alain René Le Sage: Szerelmi üzletek (Bárónő, fiatal özvegy), rendező: Valló Péter
- Arthur Miller: A salemi boszorkányok (Mrs. Ann Putnam), rendező: Alföldi Róbert
- Anton Pavlovics Csehov - Hamvai Kornél fordításában: Három lány (Olga), rendező: Réthly Attila
- Terry Johnson: Diploma előtt (Mrs. Robinson), rendező: Bálint András
- Carlo Goldoni: A főnök meg én meg a főnök (Beatrice), rendező: Réthly Attila
- Jimmy Roberts - Joe DiPietro: Ájlávjú;(Nő 2), rendező: Harangi Mária
- Oleg és Vlagyimir Presznyakov: Terrorizmus;(Negyedik nő), rendező: Luca Cortina
- Szigligeti Ede - Mohácsi István - Mohácsi János: Liliomfi, (Szomszédasszony), rendező: Mohácsi János
- Mike Leigh: Abigail bulija, (Beverly) rendező: Czukor Balázs
- Brian Friel: Pogánytánc, (Kate) rendező: Valló Péter
- Jimmy Roberts - Joe DiPietro:  Ájlávjú, (Nő 2) rendező: Harangi Mária
- William Shakespeare: Vízkereszt, vagy bánom is én, (Kapitány, Curio, Valentin,  Pap, Rendőr) rendező: Horváth Csaba
- Fazekas Mihály - Váradi Szabolcs: Lúdas Matyi, (Rozi, a Liba) rendező: Némedi Árpád
- Heinrich von Kleist: Az eltört korsó, (Márta asszony) rendező: Tárnoki Márk
- Móricz Zsigmond – Tóth Réka Ágnes: Kivilágos kivirradtig, (Malvin) rendező: Horváth Csaba
- Georges Feydeau: Bolha a fülbe, (Raymonde) rendező: Béres Attila
- Jerry Bock – John Steinbeck : Hegedűs a háztetőn, (Jente; Fruma-Sára) rendező: Horváth Csaba
- Georges Feydeau: Bolha a fülbe, (Raymonde) rendező: Béres Attila
- Pintér Béla – Darvas Benedek: Gyévuska, Jolánka, Mikó honvéd felesége rendező: Nagy Péter István
- Hadar Galron: Mikve, (Esther) rendező: Widder Kristóf

## Jelmeztervei
- Robert Harling: Acélmagnóliák

## Rendezései
- DühöngŐ (John Osborne: Look back in Anger című drámája alapján)
- Tasnádi István: Bábelna – Nyelvleckék hala(n)dóknak
- Jordi Galceran: A Grönholm-módszer
- Várkonyi Mátyás – Miklós Tibor: Sztárcsinálók
- Robert Harling: Acélmagnóliák
- Barta Lajos: Szerelem

## Film és TV-s szerepei
- Anton Pavlovics Csehov: Ványa bá- (színházi előadás, 2016)
- Georges Feydeau: A hülyéje  (színházi előadás, 2015)
- Hacktion: Újratöltve (2014)
- Tavasz, nyár, ősz (magyar tévéfilm, 2007)
- Régimódi történet (2006)
- Tiszta Kabaré! (TV-műsor)
- Fa leszek, ha fának vagy virága... (TV-műsor)